# Hermann Koch (Maler)
Hermann Koch (* 22. November 1856 in Dömitz; † 19. Juli 1939 in München) war ein deutscher Maler.

## Leben und Wirken

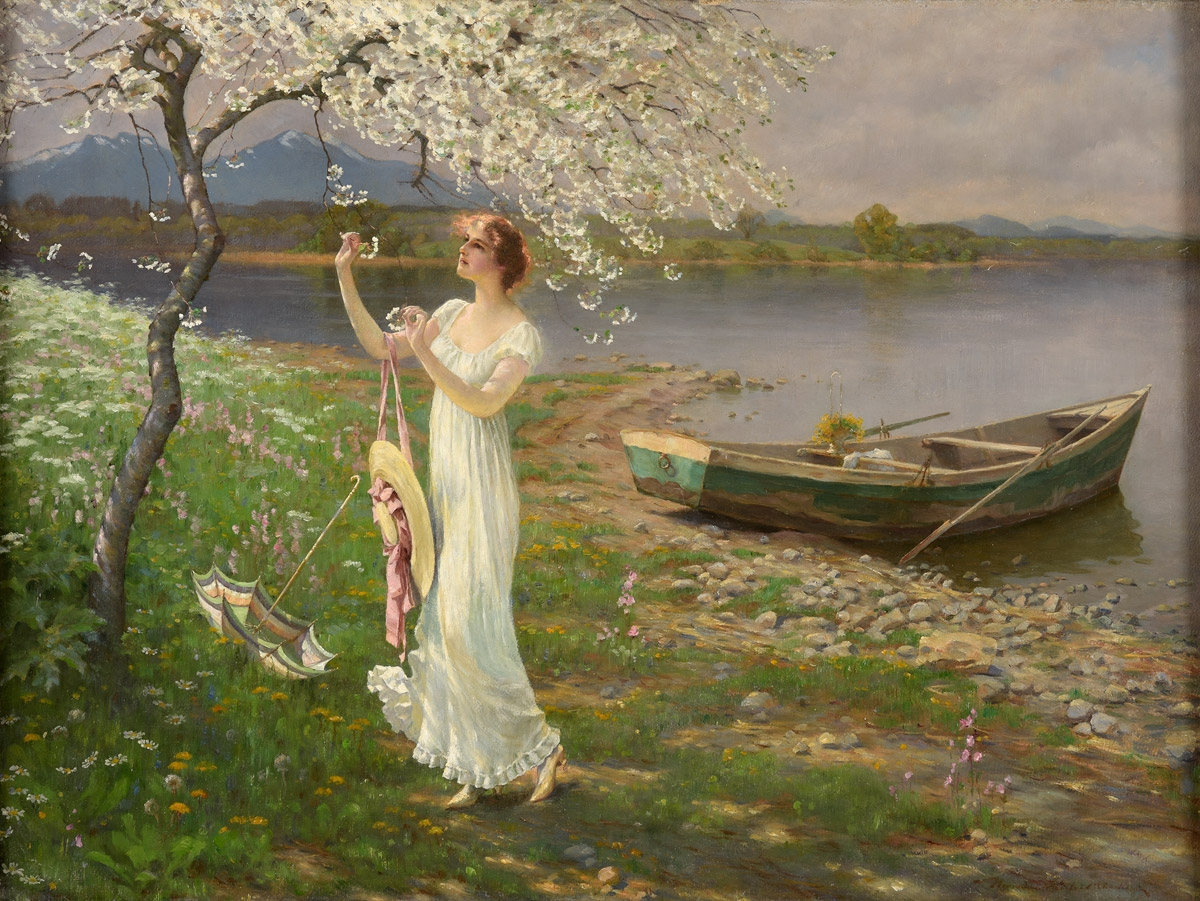
Hermann Koch: Frühling am See

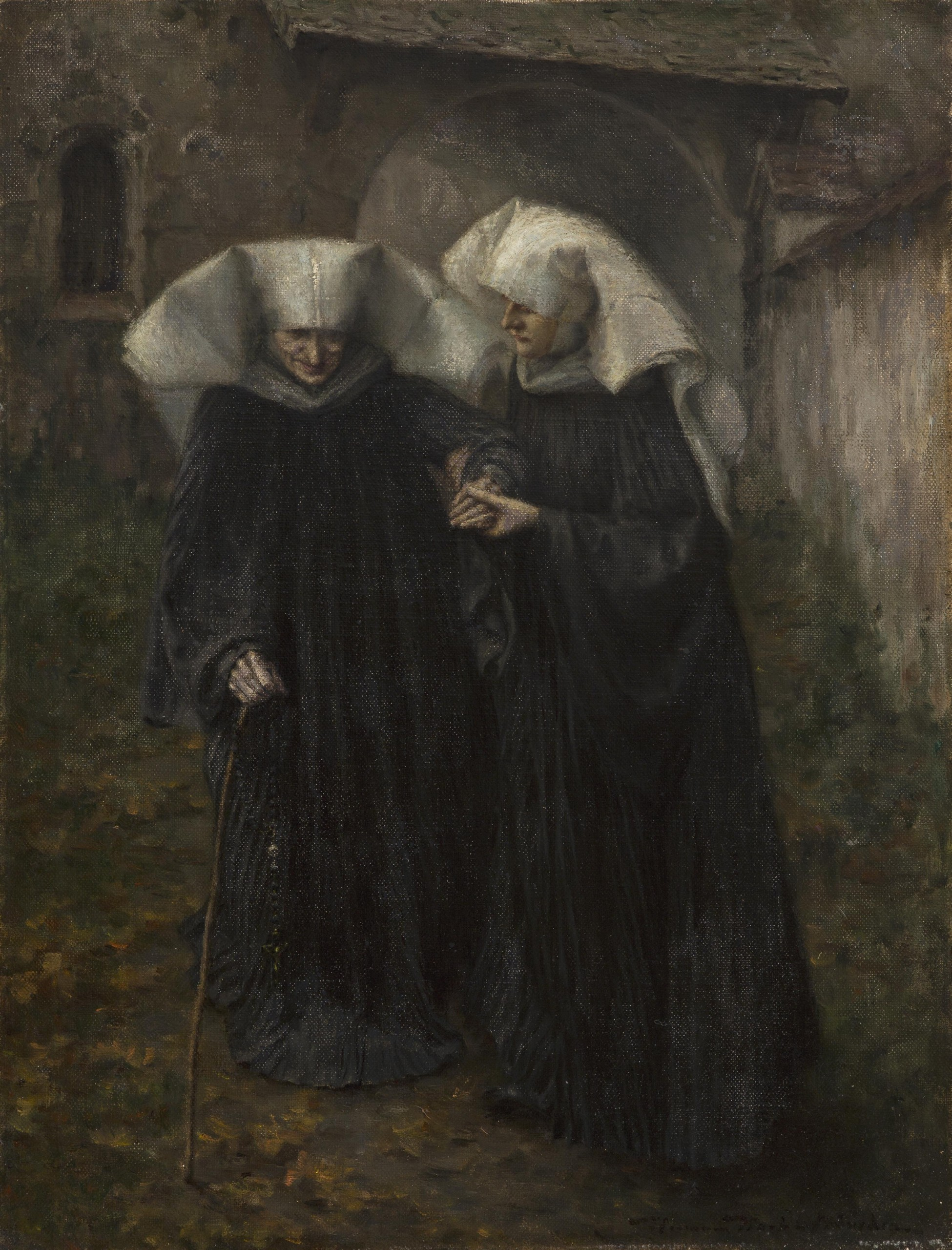
Hermann Koch: Klosterschwestern von Frauenwörth vor der Torhalle, um 1891

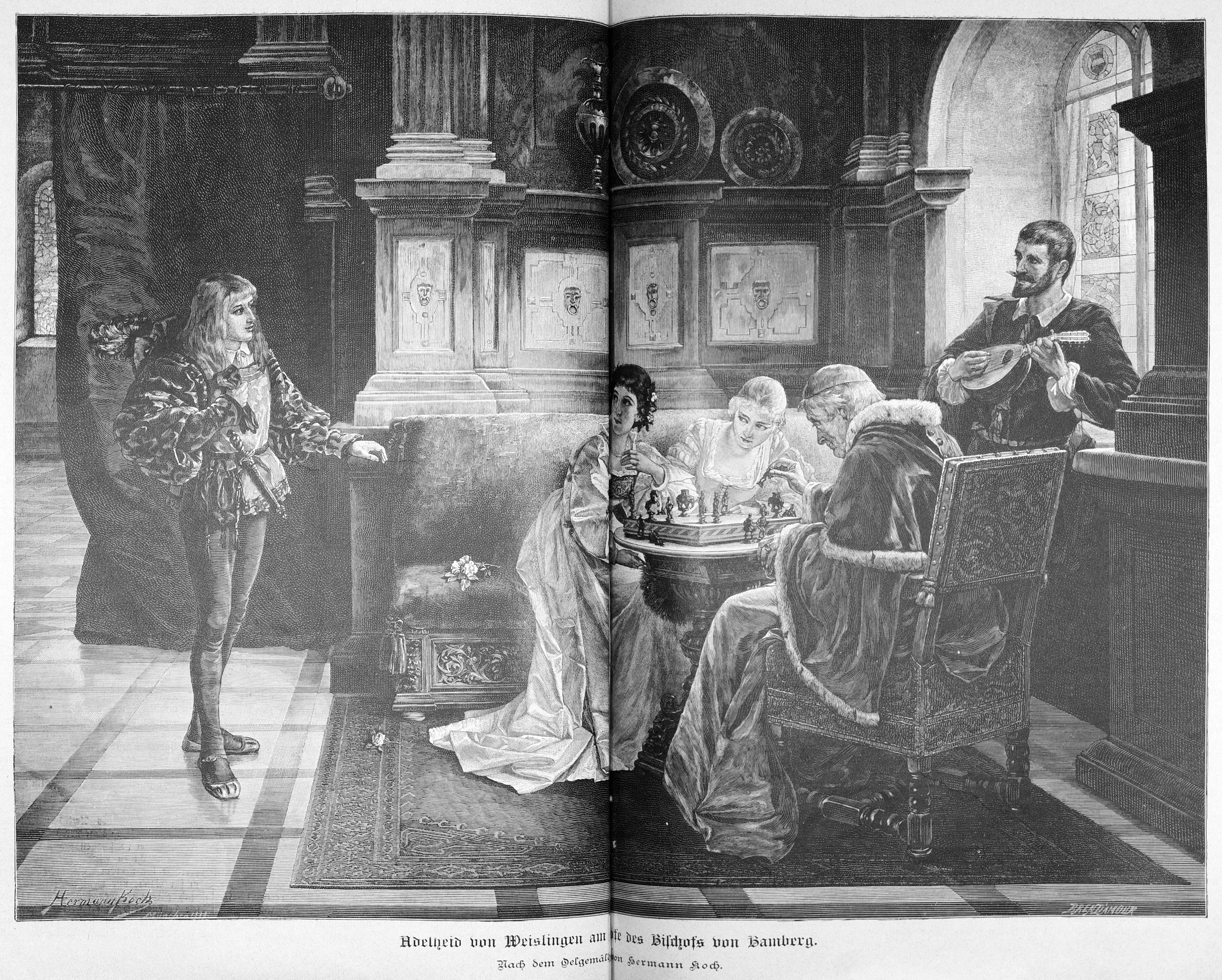
Hermann Koch: Adelheid von Weislingen am Hofe des Bischofs von Bamberg, in: Die Gartenlaube, Jg. 1887, S. 380

Koch war der Sohn des Architekten Friedrich Koch († 1894), der als Districtbauconducteur im Dienst des Großherzogs stand, und dessen Frau Theodore Sophie Elisabeth (geborene Böttcher). Er wurde am 1. Januar 1857 in der Johanneskirche seines Geburtsorts auf den Namen Friedrich August Herrmann Koch getauft. Koch wurde in Güstrow zunächst von seinem Vater ausgebildet. Er studierte 1875 bis 1877 an der Nürnberger Kunstschule bei August von Kreling Bildhauerei und schrieb sich am 12. Oktober 1877 unter der Nummer 3454 als Malschüler für das Kunstfach „Naturklasse“ bei Ludwig von Löfftz und Wilhelm von Lindenschmit d. J. an der Münchner Akademie ein, wo er bis 1882 studierte. Koch war Mitglied der Münchner Künstlergenossenschaft und lebte bis zu seinem Tod in München.
Koch wird zu den Künstlern der „Münchener Schule“ gerechnet. Seine Bilder zeigen oftmals kirchliche oder geschichtliche Motive, aber auch Porträtbilder, Früchtestillleben und Blumenmotive. Zu seinen Werken gehören Tintoretto, die Leiche seiner Tochter malend (1881/82), ein Gemälde, mit dem er auf der Internationalen Kunstausstellung 1883 im Münchmar Glaspalast debütierte. Weitere Werke waren Ave Maria (1883), Ingeborg am Meer mit dem Falken auf der Schulter (1886), Das Echo (1888), Beerdigung einer Klosterschwester in Frauenchiemsee (1891, 2. Fassung 1909) und Gräfin Hohenthal-Güchau.
Koch, der sich in der Theresienstraße in München niedergelassen hatte, heiratete und wurde Vater zweier Kinder. Seine wichtigsten Werke entstanden in den Jahren von 1883 bis 1914. Einige wurden in Zeitschriften wie der Gartenlaube, der Illustrierten Zeitung oder dem Unterhaltungsblatt Über Land und Meer abgedruckt. Seine Bilder wurden auf Ausstellungen und in Galerien in München, Berlin, Dresden, Düsseldorf und Wien gezeigt. Das Gemälde Ingeborg am Meer wurde von Kaiserin Elisabeth von Österreich (1837–1898) erworben, Das Echo ging an die mecklenburgische Kunstsammlung in Schwerin, wo es seit 1945 als Kriegsverlust geführt wird.